# Tom Guarna
Tom Guarna (* um 1970 in Brooklyn) ist ein US-amerikanischer Jazzmusiker (Gitarre, Komposition) des Modern Jazz.

## Leben und Wirken
Guarna begann im Alter von fünfzehn Jahren mit dem Gitarrenunterricht. Nachdem er 1986 am Brooklyn Conservatory of Music klassische Gitarre und Komposition studiert hatte, spielte er erste Konzerte in New York und verfeinerte seine Ausbildung bei John Abercrombie. 2008 erwarb er einen Bachelor-Abschluss an der New School for Jazz and Contemporary Music und 2010 einen Master-Abschluss an der Juilliard School.
1991 begann Guarna mit dem Saxophonisten und Bestsellerautor James McBride zu arbeiten, zu dessen Bandmitgliedern der Schlagzeuger Gene Jackson und die Bassistin Tracy Wormworth gehörten. 1995 wurde er Mitglied bei Blood, Sweat & Tears und tourte die nächsten drei Jahre mit dieser Gruppe. Seitdem arbeitete er mit Wallace Roney, Stanley Clarke, Mark Turner, Branford Marsalis, Randy Brecker, Lenny White, Mulgrew Miller, Billy Hart, Dr. Lonnie Smith, Gregory Hutchinson, Javon Jackson, Les McCann, Victor Bailey, Gary Bartz und George Colligan. Guarna hat seit 2003 fünf Alben unter eigenen Namen bei SteepleChase Records eingespielt, für die er auch Kompositionen schrieb; außerdem Rush (2014) beim Label BJUR (Brooklyn Jazz Underground Recordings).
Im Bereich des Jazz war er zwischen 1998 und 2016 an 21 Aufnahmesessions beteiligt, unter anderem an Manuel Valeras Album New Cuban Express, das 2013 für einen Grammy nominiert wurde.
Guarna hat Artikel in der Zeitschrift Jazz Improv (2004) und im Jazz Guitar Book (2012) veröffentlicht.

## Diskographische Hinweise
- Get Together (SteepleChase, 2003), mit Gary Versace, Mark Ferber
- Out from the Underground (SteepleChase, 2006), mit George Colligan, John Benitez (b), E. J. Strickland
- Wingspan (SteepleChase, 2007), mit Joel Frahm, Paul Gill (b), Willie Jones III (d)
- Major Minor (SteepleChase, 2008), mit Peter Zak, Dwayne Burno, Billy Drummond
- Bittersweet (SteepleChase, 2010), mit Peter Zak, Paul Gill, Willie Jones III
- The Wishing Stones (Destiny, 2016), mit Jon Cowherd, John Patitucci, Brian Blade[4]
- Spirit Science (2020), mit Ben Wendel, Aaron Parks, Joe Martin, Justin Faulkner